# Каменные каноны эпохи Сипин

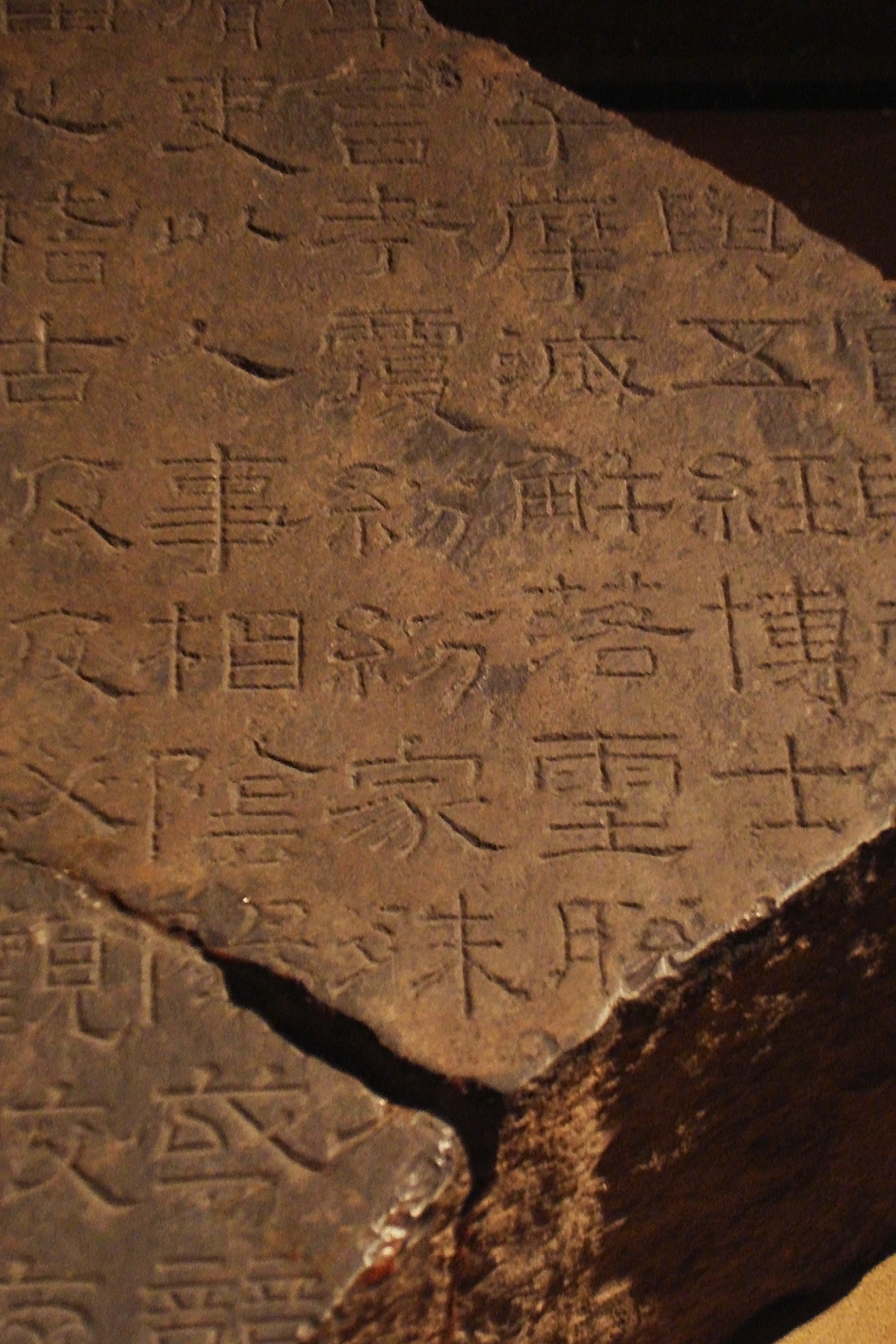
Фрагмент сохранившегося текста из Каменных канонов

Каменные каноны эпохи Сипин (кит. 熹平石经) — важное событие в истории канонизации китайской словесности, произошедшее на закате династии Хань. По инициативе Цай Юна (132—192), Ма Миди (?—196) и других конфуцианских учёных император Лин-ди постановил вырезать в камне тексты нескольких книг, претендующих на статус классиков, — дабы застраховать их от привносимых модификаций. Указ был вынесен в 4-й год эпохи Сипин (175), но осуществление проекта было завершено только в 183 году. Результатом стало создание 46 стел, которые установили перед воротами академии Тай сюэ в Лояне.
Лоян, столица Восточной Хань, была разрушена в 190 году войсками Дун Чжо. Вступив на престол царства Вэй в 220 году, Цао Пэй (приняв имя Вэнь-ди) отдал приказ о реставрации канонов (сохранившиеся фрагменты обнаруживают следы повторной нарезки). Начиная с VI века уцелевшие стелы неоднократно транспортировались. В 546 году, при доставке в новую столицу Е, несколько из них утонуло. Каталогизацией оставшихся фрагментов занимался Вэй Чжэн (580—643), автор Истории династии Суй. По его свидетельству, сохранившийся текст составил 1/10 от первоначального.
Более 100 новых фрагментов были обнаружены на раскопках развалин Тай сюэ в 1922, новые открытия последовали в 1934, 1962 и 1980 годах.
Создание «каменных канонов» создало прецедент, которому следовали поздние династии: новые каменные каноны (кит. zh:三體石經, были созданы уже в царстве Вэй в эпоху Чжэнши (кит. 正始; 240—249). В отличие от канонов Сипин, они были исполнены в трёх каллиграфических стилях. Поздние историографы ошибочно приписали это нововведение самим канонам Сипин. К 623 году (династия Тан) относятся «каменные каноны в пяти стилях» (кит. 五體石經).
Изучением ранее известных фрагментов первых каменных канонов занимались учёные династий Сун и Цин. Наряду с другими стелами династии Хань, сохранившиеся фрагменты канонов Сипин являются ценными образцами официального каллиграфического стиля лишу. Они хранятся в Китайском национальном музее (Пекин), Шанхайском музее, Национальном музее истории (Тайбэй) и других крупнейших коллекциях.